# Pete Gill
Pete Gill (ur. 9 czerwca, 1951 roku), brytyjski perkusista. Gill współpracował z takimi grupami muzycznymi jak The Glitter Band, Son of a Bitch, Saxon czy Motörhead.

## Dyskografia
Saxon
- (1979) Saxon
- (1980) Wheels of Steel
- (1980) Strong Arm of the Law
- (1981) Denim and Leather

Motörhead
- (1984) No Remorse
- (1986) Orgasmatron
- (1990) The Birthday Party

Son Of A Bitch
- (1996) Victim You